# Jamaïque aux Jeux olympiques d'hiver de 2010
La Jamaïque n'a réussi à faire qualifier qu'un skieur aux Jeux de Vancouver. Errol Kerr devient toutefois le premier skieur jamaïcain à participer aux Jeux.
Traditionnellement, le pays participait aux épreuves de Bobsleigh mais pour ces jeux, le C.I.O. a préféré sélectionner l'équipe de Corée du Sud mieux classée que la Jamaïque. 

## Cérémonies d'ouverture et de clôture

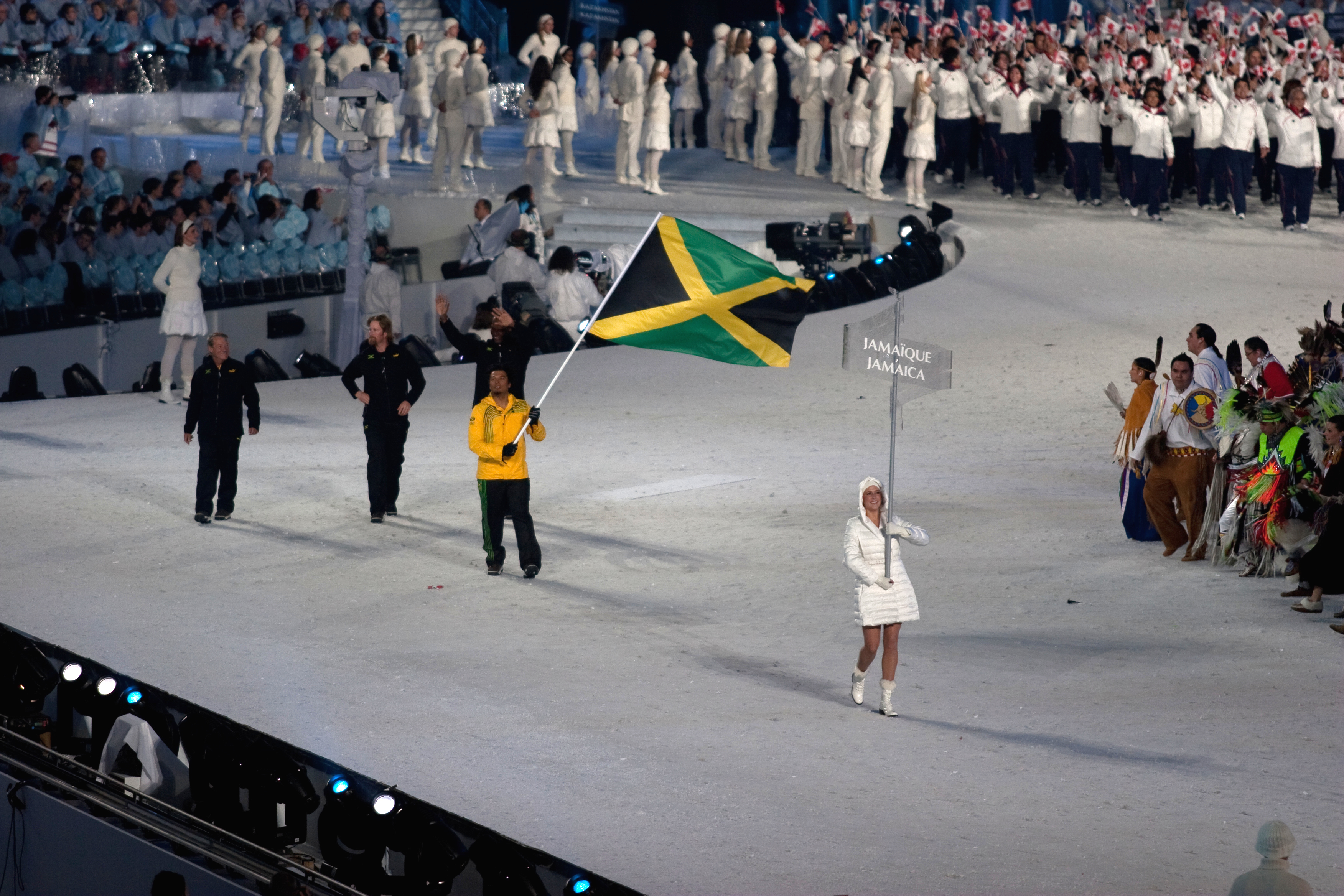
Entrée de la délégation jamaïcaine lors de la cérémonie d'ouverture.

Comme cela est de coutume, la Grèce, berceau des Jeux olympiques, ouvre le défilé des nations, tandis que le Canada, en tant que pays organisateur, ferme la marche. Les autres pays défilent par ordre alphabétique. La Jamaïque est la 42e des 82 délégations à entrer dans le BC Place Stadium de Vancouver au cours du défilé des nations durant la cérémonie d'ouverture, après l'Italie et avant le Japon. Cette cérémonie est dédiée au lugeur géorgien Nodar Kumaritashvili, mort la veille après une sortie de piste durant un entraînement. Le porte-drapeau du pays est le skieur acrobatique Errol Kerr.
Lors de la cérémonie de clôture qui se déroule également au BC Place Stadium, les porte-drapeaux des différentes délégations entrent ensemble dans le stade olympique et forment un cercle autour du chaudron abritant la flamme olympique. Comme lors de la cérémonie d'ouverture, le drapeau jamaïcain est porté par Errol Kerr.

## Engagés par sport

### Ski acrobatique
Hommes
- Errol Kerr